# George P. Smith
George P. Smith (Norwalk, 10 de marzo de 1941) es un químico estadounidense, laureado con el Premio Nobel de Química en 2018. Actualmente es profesor emérito de Ciencias Biológicas en la Universidad de Misuri-Columbia

## Carrera
Estudió biología en Haverford College, fue profesor de secundaria y técnico de laboratorio durante un año y obtuvo su Ph.D. en bacteriología e inmunología de la Universidad de Harvard. Fue postdoctorado en la Universidad de Wisconsin (con el futuro premio Nobel Oliver Smithies) antes de unirse a la facultad de Missouri-Columbia en 1975. Pasó el año académico 1983-1984 en la Universidad de Duke con Robert Webster.
Es conocido por desarrollar una técnica en la que la secuencia de una proteína específica se inserta artificialmente en el gen de una proteína de cubierta de un bacteriófago, lo que hace que la proteína se exprese en el exterior del bacteriófago. Smith describió la técnica de phage display por primera vez en 1985. Fue laureado con el Premio Nobel de Química 2018 por este trabajo, compartiendo su premio con Greg Winter y Frances Arnold.

## Premios y honores
- Premio Promega de Investigación en Biotecnología 2007[4]

- 2001 elegido miembro - AAAS[5]

- 2000 profesor de la Universidad de Misuri[6]

- Premio Nobel de Química 2018 junto con Greg Winter y Frances Arnold[7]